# Carl Wandres
Carl Wandres (* 14. Mai 1858 in Willstätt bei Kehl; † 31. Januar 1933 in Chemnitz) war ein deutscher Missionar der Rheinischen Missionsgesellschaft im früheren Deutsch-Südwestafrika, dem heutigen Namibia.

## Leben
Carl Wandres begann seine Laufbahn in einer Barmer Buchbinderei und Schreibwarenhandlung, bevor er in das Barmer Missionshaus eintrat. Neben anderen waren die Missionsinspektoren Friedrich Fabri und Ludwig von Rohden seine Lehrer. Die Ordination erhielt er am 13. August 1884 mit der Bestimmung einer Tätigkeit im Großnamaland. Von 1885 bis 1899  wirkte er in Warmbad unter den Bondelswart, wo er neben seiner Missionstätigkeit gegen Alkoholmissbrauch und Landverkäufe der Nama auftrat. Außerdem war er Postagent. Wandres erlernte die Nama-Sprache, ebenso interessierte er sich für die Sitten, Bräuche und Rechtsauffassungen und galt mit der Zeit als einer der besten Eingeborenen-Kenner.
Nach einem kurzen Aufenthalt in Deutschland kehrte Wandres 1900 zur Leitung der Nama- und Damara-Gemeinde Windhoek nach Südwestafrika zurück. Anstelle des 1910 verstorbenen Missionars Tobias Fenchel ging Wandres 1911 nach Keetmanshoop und wirkte dort als Präses der Nama-Mission. 1913 ging er nach Deutschland zurück, nachdem er seinen Nachfolger, Missionar Friedrich Rust, eingearbeitet hatte.
Während des Ersten Weltkriegs leitete Wandres ein Düsseldorfer Pfarramt. 1920 ging er wieder nach Südwestafrika, leitete die Nama-Gemeinde in Lüderitzbucht, um anschließend dort auch Pfarrer der deutschen Gemeinde zu werden. Ebenso hielt er Gottesdienste für die Buren.
1929 erfolgte Wandres Rückkehr nach Deutschland und sein Eintritt in den Ruhestand.

## Familie
Carl Wandres war zweimal verheiratet, seine erste Frau starb 1912. Zwei Söhne fielen im Ersten Weltkrieg an der Ostfront. Seine Tochter Emma heiratete 1920 seinen Nachfolger, den Missionar Friedrich Rust. 1914 heiratete Wandres erneut.

## Veröffentlichungen
- Nama und Bergdamara Sprichwörter
- Erklärung von Tiernamen der Hottentotten
- Alte Wortlisten der Hottentottensprache, in: Zeitschrift für Kolonialsprachen Nr. 9, Seiten 26–42
- Namawörter, in: Zeitschrift für Eingeborenen-Sprachen Nr. 16, Seiten 275–297
- Tiernamen in der Nama- und Bergdama-Sprache, in: Festschrift Meinhof, Hamburg 1927
- Über die Geistestätigkeit der Hottentotten. Vortrag aus dem Nachlass in: Berichte der Rheinischen Missionsgesellschaft, 90. Jahrgang, Mai 1933, S. 138
- Karl Meinhof (mit Beiträgen von Hermann Hegner, Diedrich Westermann und Carl Wandres): Lehrbuch Der Nama-Sprache; Verlag Georg Reimer, Berlin 1909
- Kritische Bemerkungen zu Vedder’s Versuch einer Grammatik der Namasprache, Archiv für Otjiherero und Nama Rheinischen Missionsgesellschaft, Bd. 4, 1909